# 滑叶小檗
滑叶小檗（学名：Berberis liophylla）为小檗科小檗属的植物，为中国的特有植物。分布在中国大陆的四川、云南等地，生长于海拔2,100米至2,800米的地区，见于林缘或灌丛中，目前尚未由人工引种栽培。